# Одрживи развој
Одрживи развој подразумева  развој друштва који расположивим ресурсима задовољава људске потребе, не угрожавајући природне системе и животну средину, чиме се осигурава дугорочно постојање људског друштва и његовог окружења. Концепт одрживог развоја представља нову стратегију и филозофију друштвеног развоја
Одрживи развој се најчешће доводи у везу са заштитом животне средине, односно настојањем да се забринутост за опстанак живог света на планети Земљи повеже са очувањем природних ресурса и бројним еколошким изазовима који стоје пред сваким друштвом, државом и човечанством у целини.
Актуелности самог појма доприноси угроженост животне средине, која се огледа у еколошким изазовима и проблемима као што су: глобално загревање, смањивање озонског омотача, „ефекат стаклене баште“, нестанак шума, претварање плодног земљишта у пустиње, појава киселих киша, изумирање животињских и биљних врста.
Концепт одрживог развоја био је и остаје подложан критици, укључујући и питање шта треба одржати у одрживом развоју. Тврди се да не постоји одрживо коришћење необновљивог ресурса, јер ће свака позитивна стопа експлоатације на крају довести до исцрпљивања земаљских коначних залиха;‍:13 та перспектива чини индустријску револуцију у целини неодрживом.‍:20f‍:61–67‍:22f Такође се тврди да је значење концепта опортунистички развучено од „управљања конзервацијом” до „економског развоја”, и да Брундтландов извештај није промовисао ништа осим пословања као уобичајене стратегије за светски развој, са двосмисленим и небитним концептом приложеним као слоганом за односе с јавношћу.‍:48–54‍:94–99

## Дефиниције одрживог развоја
Не постоји јединствена и општеприхваћена дефиниција појма одрживог развоја.
Најчешће се наводи дефиниција одрживог развоја коју је 1987. године дала Светска комисија за окружење и развој при Уједињеним нацијама (тзв. Брунтланд комисија) у свом извештају под називом Наша заједничка будућност. Дефиниција гласи:
Одрживи развој је развој који задовољава потребе садашњице, не доводећи у питање способност будућих генерација да задовоље властите потребе.
Одрживи развој подразумева равнотежу између потрошње ресурса и способности обнављања природних система.
Једна свеобухватна дефиниција одрживог развоја гласи: одрживи развој представља интегрални економски, технолошки, социјални и културни развој, усклађен са потребама заштите и унапређења животне средине, који омогућава садашњим и будућим генерацијама задовољавање њихових потреба и побољшање квалитета живота.

## Димензије одрживог развоја
Уобичајено је становиште да се концепт одрживог развоја може разложити у три основне димензије: еколошка, економска и социјална одрживост. Постоје предлози да се култура уврсти као четврта димензија одрживости. Према другим изворима, четврта димензија је институционална, при чему се има у виду принцип доброг управљања.

## Циљеви одрживог развоја
Циљеви одрживог развоја познати су још као глобални циљеви. То је универзални позив на деловање да се искорени сиромаштво, заштити животна средина и обезбеди мир и просперитет за све.